# Владимировка (Боготольский район)
Владимировка — деревня в Боготольском районе Красноярского края России. Входит в состав Боготольского сельсовета. Находится на левом берегу реки Чулым, примерно в 17 км к востоку-юго-востоку (ESE) от районного центра, города Боготол, на высоте 226 метров над уровнем моря.

## Население
| 2010 |
| ---- |
| 339  |

Гендерный состав
По данным Всероссийской переписи населения 2010 года 166 мужчин и 173 женщины из 339 чел.

## Улицы
Уличная сеть деревни состоит из 7 улиц.